# Pont San Paolo
Le Pont San Paolo, aussi connu sous le nom de pont ferroviaire San Paolo, est un pont de Rome sur le Tibre, situé dans le quartier Testaccio et dans les quartiers de Ostiense et Portuense. Il est traversé par des lignes ferroviaires régionales.

## Description
Le pont San Paolo a été construit entre 1907 et 1910 ; il tire son nom de la proximité de la basilique Saint-Paul-hors-les-Murs. Propriété des chemins de fer de l'État, il est réalisé par la Société Allegri. Il remplace le pont de l'Industrie voisin (utilisé un temps pour le train, et actuellement réservé aux piétons et aux véhicules motorisés).
Il dispose de trois voûtes de maçonnerie et mesure 101 mètres.